# Чемпіонат світу з хокею із шайбою 2015
Чемпіонат світу з хокею із шайбою 2015 — 79-й чемпіонат світу з хокею із шайбою ІІХФ, який проходив у Чехії з 1 по 17 травня 2015 року. Матчі відбувалися у двох містах — Празі та Остраві.

## Вибір господаря турніру
Заявки на проведення чемпіонату подали: Україна та Чехія.
Результати голосування:
| Країна  | Підсумок |
| Чехія   | 84       |
| Україна | 22       |

## Арени
| Чехія             |                   |
| Прага             | Острава           |
| «O₂ Арена»        | «ČEZ Арена»       |
| Місткість: 17 360 | Місткість: 10 000 |
|                   |                   |

## Посів і групи
Посів команд у попередньому раунді визначався за результатами Світового рейтингу ІІХФ. Команди були розподілені по групах згідно з посівом (у дужках відповідна позиція у світовому рейтингу за підсумками чемпіонату світу 2014 року):
| Група A (Прага)                                                                                                   | Група B (Острава)                                                                                                   |
| --- | --- |
| - Швеція (1) - Канада (4) - Чехія (5) - Швейцарія (7) - Латвія (9) - Франція (12) - Німеччина (13) - Австрія (16) | - Фінляндія (2) - Росія (3) - США (6) - Словаччина (8) - Норвегія (10) - Білорусь (11) - Словенія (14) - Данія (15) |

## Склади команд
Склад кожної збірної на чемпіонаті світу 2015 складається не менше ніж з 15 польових гравців (нападники й захисники) і 2 воротарів, і не більше ніж 22 польових гравців і 3 воротарів.

## Регламент
На етапі кваліфікації учасники будуть розбиті на дві групи по вісім команд, по чотири з яких виходять у фінальний етап (плей-оф). Пари чвертьфіналістів утворюються за наступним принципом: лідер однієї з кваліфікаційних груп грає з четвертою командою другої кваліфікаційної групи, 2-га — з 3-ю, 3-тя — з 2-ю і т. д. Переможці потрапляли до півфіналу, де розігрували путівку у фінал. Команди, що поступилися у півфінальних протистояннях грають матч за третє місце. А переможні 1/2 фіналу розігрували звання чемпіонів світу. Команди які зайняли останні місця в групах вибувають до Дивізіону I. Команди які зайняли 5-8 місця в групах більше матчів на чемпіонаті не грають.

## Судді
ІІХФ обрала 16 головних суддів, для забезпечення суддівства на чемпіонаті світу 2015. Список суддів наступний:
| Головні судді - Павел Годек - Владімір Шиндлер - Максим Сидоренко - Алексі Рантала - Юрі Петтері Ронн - Даніель Піхачек - Йозеф Кубуш - Тімоті Маєр | Головні судді - Костянтин Оленін - В'ячеслав Буланов - Роман Гофман - Маркус Віннерборг - Тобіас Бйорк - Мікаель Нурд - Тобіас Верлі - Даніель Штрікер |

## Попередній раунд
|  | Команда переходить у раунд плей-оф                                      |
|  | Команда не проходить у плей-оф, але буде грати на Чемпіонаті світу 2016 |
|  | Команда припиняє подальшу участь (вилітає до дивізіону I)               |

### Група А
| Команда   | І | В | ВО | ПО | П | Ш       | Очк |
| --------- | - | - | -- | -- | - | ------- | --- |
| Канада    | 7 | 7 | 0  | 0  | 0 | 49 — 14 | 21  |
| Швеція    | 7 | 4 | 2  | 0  | 1 | 34 — 19 | 16  |
| Чехія     | 7 | 4 | 1  | 1  | 1 | 27 — 18 | 15  |
| Швейцарія | 7 | 2 | 0  | 4  | 1 | 12 — 18 | 10  |
| Німеччина | 7 | 2 | 0  | 1  | 4 | 11 — 24 | 7   |
| Франція   | 7 | 1 | 1  | 0  | 5 | 13 — 20 | 5   |
| Латвія    | 7 | 0 | 2  | 1  | 4 | 11 — 25 | 5   |
| Австрія   | 7 | 0 | 2  | 1  | 4 | 10 — 29 | 5   |

- Час початку матчів місцевий (UTC+2)

#### 1-й тур
| 1 травня 2015 16:15 | Канада | 6 : 1 (3:0, 2:0, 1:1) | Латвія | "O₂ Арена", Прага Глядачів: 16 013 |

| Протокол | Протокол                    | Протокол                                | Протокол                         | Протокол                               |
| --- | --------------------------- | --------------------------------------- | -------------------------------- | -------------------------------------- |
| | Майк Сміт                   | Голкіпери                               | Ервін Муштуков Едгарс Масальскіс | Арбітри: Павел Годек Маркус Віннерборг |
| Маккіннон (Спецца, Савар) — 09:57 Спецца (Гемьюс, Маккіннон) — 13:04 Дюшен (Голл, Беррі) — 14:11 Тоффолі (Гемьюс, Бернс) — 22:20 Спецца (Маккіннон, Кросбі) — 23:04 Кросбі — 59:37 | 1:0 2:0 3:0 4:0 5:0 5:1 6:1 | 52:06 — Даугавіньш (Дарзіньш, Джеріньш) |                                  | Арбітри: Павел Годек Маркус Віннерборг |
| 2 хв. | Вилучення                   | 6 хв.                                   |                                  | Арбітри: Павел Годек Маркус Віннерборг |
| 42 | Кидки                       | 17                                      |                                  | Арбітри: Павел Годек Маркус Віннерборг |

| 1 травня 2015 20:15 | Чехія | 5 : 6 Б (1:2, 0:1, 4:2, 0:0, 0:1) | Швеція | "O₂ Арена", Прага Глядачів: 17 383 |

| Протокол | Протокол                                    | Протокол | Протокол   | Протокол                                |
| --- | ------------------------------------------- | --- | ---------- | --------------------------------------- |
| | Александр Салак                             | Голкіпери | Юнас Енрот | Арбітри: Даніель Піхачек Алексі Рантала |
| Ягр (Накладал, Ворачек) — 13:28 Гертл (Немець, Клепіш) — 42:52 Сімон (Гейда) — 51:34 Червенка (Ворачек, Часлава) — 52:31 Затьович (Новотний, Сімон) — 56:53 | 0:1 0:2 1:2 1:3 2:3 2:4 3:4 4:4 5:4 5:5 5:6 | 03:23 — Лундквіст (Шегрен, Юсефсон) 07:30 — Кронвалль (Екгольм, Ландер) 34:34 — Раск (Ліндгольм, Гьялмарссон) 44:08 — Ліндстрем (Меллер) 59:07 — Шегрен (Ліндстрем, Клінгберг) Екман-Ларссон пер. бул. |            | Арбітри: Даніель Піхачек Алексі Рантала |
| 8 хв. | Вилучення                                   | 10 хв. |            | Арбітри: Даніель Піхачек Алексі Рантала |
| 28 | Кидки                                       | 25 |            | Арбітри: Даніель Піхачек Алексі Рантала |

| 2 травня 2015 12:15 | Швейцарія | 3 : 4 Б (1:0, 1:1, 1:2, 0:0, 0:1) | Австрія | "O₂ Арена", Прага Глядачів: 13 953 |

| Протокол                                                                               | Протокол                    | Протокол | Протокол           | Протокол                             |
| -------------------------------------------------------------------------------------- | --------------------------- | --- | ------------------ | ------------------------------------ |
|                                                                                        | Рето Берра                  | Голкіпери | Бернгард Штаркбаум | Арбітри: Йозеф Кубуш Даніель Піхачек |
| Дю Буа (Фіала, Алмонд) — 01:14 Амбюль (Йозі) — 25:54 Бібер (Алмонд, Гроссманн) — 51:01 | 1:0 1:1 2:1 2:2 3:2 3:3 3:4 | 22:12 — Т. Раффль (Паллестранг) 43:33 — Леблер (Гербургер) 59:10 — М. Раффль (Т. Раффль, Шумніг) Комарек пер.бул. |                    | Арбітри: Йозеф Кубуш Даніель Піхачек |
| 4 хв.                                                                                  | Вилучення                   | 8 хв. |                    | Арбітри: Йозеф Кубуш Даніель Піхачек |
| 37                                                                                     | Кидки                       | 25 |                    | Арбітри: Йозеф Кубуш Даніель Піхачек |

| 2 травня 2015 16:15 | Франція | 1 : 2 (0:1, 0:0, 1:1) | Німеччина | "O₂ Арена", Прага Глядачів: 14 903 |

| Протокол                    | Протокол      | Протокол                                                     | Протокол      | Протокол                                |
| --------------------------- | ------------- | ------------------------------------------------------------ | ------------- | --------------------------------------- |
|                             | Крістобаль Юе | Голкіпери                                                    | Денніс Ендрас | Арбітри: Роман Гофман Маркус Віннерборг |
| Флері (С. Да Коста) — 50:44 | 0:1 1:1 1:2   | 12:10 — Вольф (Т. Рідер, П. Гагер) 59:00 — Раймер (П. Гагер) |               | Арбітри: Роман Гофман Маркус Віннерборг |
| 10 хв.                      | Вилучення     | 14 хв.                                                       |               | Арбітри: Роман Гофман Маркус Віннерборг |
| 25                          | Кидки         | 26                                                           |               | Арбітри: Роман Гофман Маркус Віннерборг |

#### 2-й тур
| 2 травня 2015 20:15 | Латвія | 2 : 4 (1:0, 1:3, 0:1) | Чехія | "O₂ Арена", Прага Глядачів: 17 383 |

| Протокол                                                             | Протокол                | Протокол | Протокол        | Протокол                                  |
| -------------------------------------------------------------------- | ----------------------- | --- | --------------- | ----------------------------------------- |
|                                                                      | Едгарс Масальскіс       | Голкіпери | Александр Салак | Арбітри: Костянтин Оленін Даніель Штрікер |
| Даугавіньш (Дарзіньш, Галвіньш) — 13:13 М. Редліхс (Спруктс) — 23:18 | 1:0 1:1 2:1 2:2 2:3 2:4 | 22:01 — Йордан (Червенка, Новотний) 24:25 — Коварж (Накладал, Ерат) 32:44 — Ягр (Ерат, Коварж) 45:29 — Ворачек (Коварж, Накладал) |                 | Арбітри: Костянтин Оленін Даніель Штрікер |
| 35 хв.                                                               | Вилучення               | 8 хв. |                 | Арбітри: Костянтин Оленін Даніель Штрікер |
| 10                                                                   | Кидки                   | 35 |                 | Арбітри: Костянтин Оленін Даніель Штрікер |

| 3 травня 2015 12:15 | Австрія | 1 : 6 (0:3, 0:3, 1:0) | Швеція | "O₂ Арена", Прага Глядачів: 14 051 |

| Протокол                          | Протокол                       | Протокол | Протокол        | Протокол                              |
| --------------------------------- | ------------------------------ | --- | --------------- | ------------------------------------- |
|                                   | Рене Светте Бернгард Штаркбаум | Голкіпери | Андерс Нільссон | Арбітри: Роман Гофман Даніель Штрікер |
| Гайнріх (Комарек, Латуза) — 53:17 | 0:1 0:2 0:3 0:4 0:5 0:6 1:6    | 13:38 — Форсберг 18:37 — Клефбом (Шегрен, Юсефсон) 19:18 — Ландер (Л. Ерікссон, Форсберг) 28:22 — Форсберг (Л. Ерікссон, Екман-Ларссон) 29:13 — Ліндгольм 31:14 — Форсберг (Ландер, Екман-Ларссон) |                 | Арбітри: Роман Гофман Даніель Штрікер |
| 12 хв.                            | Вилучення                      | 18 хв. |                 | Арбітри: Роман Гофман Даніель Штрікер |
| 17                                | Кидки                          | 41 |                 | Арбітри: Роман Гофман Даніель Штрікер |

| 3 травня 2015 16:15 | Канада | 10 : 0 (4:0, 5:0, 1:0) | Німеччина | "O₂ Арена", Прага Глядачів: 15 046 |

| Протокол | Протокол                                 | Протокол  | Протокол                           | Протокол                              |
| --- | ---------------------------------------- | --------- | ---------------------------------- | ------------------------------------- |
| | Мартін Джонс                             | Голкіпери | Денніс Ендрас Денні аус ден Біркен | Арбітри: Йозеф Кубуш Костянтин Оленін |
| Кросбі (О'Рейлі) — 08:02 Голл (Еберле, Дюшен) — 08:25 Ікін (О'Рейлі) — 16:58 Ікін (Тоффолі) — 19:49 Голл (Дюшен, Еберле) — 22:10 Екблад (Жіру, Віркош) — 24:29 Жіру (Енніс, Савар) — 27:34 Енніс (Жіру, Гемьюс) — 35:16 Голл (Дюшен, Маззін) — 39:37 Дюшен — 42:03 | 1:0 2:0 3:0 4:0 5:0 6:0 7:0 8:0 9:0 10:0 |           |                                    | Арбітри: Йозеф Кубуш Костянтин Оленін |
| 6 хв. | Вилучення                                | 2 хв.     |                                    | Арбітри: Йозеф Кубуш Костянтин Оленін |
| 34 | Кидки                                    | 17        |                                    | Арбітри: Йозеф Кубуш Костянтин Оленін |

| 3 травня 2015 20:15 | Франція | 1 : 3 (0:1, 0:1, 1:1) | Швейцарія | "O₂ Арена", Прага Глядачів: 8 780 |

| Протокол      | Протокол        | Протокол                                                                                                | Протокол         | Протокол                            |
| ------------- | --------------- | --- | ---------------- | ----------------------------------- |
|               | Крістобаль Юе   | Голкіпери                                                                                               | Леонардо Дженоні | Арбітри: Павел Годек Алексі Рантала |
| Д. Ро — 48:31 | 0:1 0:2 1:2 1:3 | 15:36 — Голленштайн (Д. Бруннер, Р. Йозі) 21:24 — Р. Йозі (Фіала, Е. Блум) 59:06 — Р. Сурі (Д. Бруннер) |                  | Арбітри: Павел Годек Алексі Рантала |
| 63 хв.        | Вилучення       | 12 хв.                                                                                                  |                  | Арбітри: Павел Годек Алексі Рантала |
| 20            | Кидки           | 35 |                  | Арбітри: Павел Годек Алексі Рантала |

#### 3-й тур
| 4 травня 2015 16:15 | Латвія | 1 : 8 (0:1, 1:3, 0:4) | Швеція | "O₂ Арена", Прага Глядачів: 15 315 |

| Протокол                                | Протокол                            | Протокол | Протокол   | Протокол                            |
| --------------------------------------- | ----------------------------------- | --- | ---------- | ----------------------------------- |
|                                         | Едгарс Масальскіс                   | Голкіпери | Юнас Енрот | Арбітри: Павел Годек Алексі Рантала |
| Дарзіньш (Даугавіньш, Галвіньш) — 32:53 | 0:1 0:2 1:2 1:3 1:4 1:5 1:6 1:7 1:8 | 17:37 — Л. Ерікссон 30:05 — Л. Ерікссон (Екгольм, Кронвалль) 33:03 — Форсберг 39:46 — Л. Ерікссон (Анелев) 44:43 — Меллер (Екман-Ларссон, Д. Клінгберг) 49:32 — Юсефсон (Лундквіст) 57:04 — Лундквіст (Гьялмарссон, Екман-Ларссон) 59:51 — Раск (Дж. Ерікссон, Ліндгольм) |            | Арбітри: Павел Годек Алексі Рантала |
| 10 хв.                                  | Вилучення                           | 10 хв. |            | Арбітри: Павел Годек Алексі Рантала |
| 20                                      | Кидки                               | 36 |            | Арбітри: Павел Годек Алексі Рантала |

| 4 травня 2015 20:15 | Канада | 6 : 3 (2:1, 1:1, 3:1) | Чехія | "O₂ Арена", Прага Глядачів: 17 383 |

| Протокол | Протокол                            | Протокол                                                                              | Протокол         | Протокол                                    |
| --- | ----------------------------------- | ------------------------------------------------------------------------------------- | ---------------- | ------------------------------------------- |
| | Майк Сміт                           | Голкіпери                                                                             | Ондржей Павелець | Арбітри: В'ячеслав Буланов Юрі Петтері Ронн |
| Еберле (Екблад, Дюшен) — 04:17 Голл (Маззін, Еберле) — 19:01 Кутюр'є (Тоффолі) — 37:39 Сегін (Голл, Беррі) — 42:02 Кросбі (Жіру) — 50:07 Тоффолі (О'Райллі, Маккіннон) — 58:31 | 1:0 2:0 2:1 2:2 3:2 4:2 5:2 5:3 6:3 | 19:22 — Ерат (Коварж, Ягр) 35:45 — Затьович (Сімон, Коларж) 57:36 — Соботка (Ворачек) |                  | Арбітри: В'ячеслав Буланов Юрі Петтері Ронн |
| 10 хв. | Вилучення                           | 14 хв.                                                                                |                  | Арбітри: В'ячеслав Буланов Юрі Петтері Ронн |
| 38 | Кидки                               | 25                                                                                    |                  | Арбітри: В'ячеслав Буланов Юрі Петтері Ронн |

| 5 травня 2015 16:15 | Швейцарія | 1 : 0 (0:0, 0:0, 1:0) | Німеччина | "O₂ Арена", Прага Глядачів: 10 253 |

| Протокол                                     | Протокол         | Протокол  | Протокол      | Протокол                                |
| -------------------------------------------- | ---------------- | --------- | ------------- | --------------------------------------- |
|                                              | Леонардо Дженоні | Голкіпери | Тімо Пільмаєр | Арбітри: Мікаель Нурд В'ячеслав Буланов |
| Д. Голленштайн (Д. Бруннер, К. Ромі) — 52:16 | 1:0              |           |               | Арбітри: Мікаель Нурд В'ячеслав Буланов |
| 6 хв.                                        | Вилучення        | 12 хв.    |               | Арбітри: Мікаель Нурд В'ячеслав Буланов |
| 18                                           | Кидки            | 18        |               | Арбітри: Мікаель Нурд В'ячеслав Буланов |

| 5 травня 2015 20:15 | Австрія | 0 : 2 (0:0, 0:0, 0:2) | Франція | "O₂ Арена", Прага Глядачів: 5 857 |

| Протокол | Протокол           | Протокол                                                                      | Протокол      | Протокол                               |
| -------- | ------------------ | ----------------------------------------------------------------------------- | ------------- | -------------------------------------- |
|          | Бернгард Штаркбаум | Голкіпери                                                                     | Крістобаль Юе | Арбітри: Тобіас Верлі Владімір Шиндлер |
|          | 0:1 0:2            | 46:13 — Д. Флері (С. Да Коста, Й. Овітю) 59:02 — Л. Меньє (Й. Трей, К. Екфей) |               | Арбітри: Тобіас Верлі Владімір Шиндлер |
| 10 хв.   | Вилучення          | 6 хв.                                                                         |               | Арбітри: Тобіас Верлі Владімір Шиндлер |
| 23       | Кидки              | 29                                                                            |               | Арбітри: Тобіас Верлі Владімір Шиндлер |

#### 4-й тур
| 6 травня 2015 16:15 | Швейцарія | 1 : 2 ОТ (0:0, 0:1, 1:0, 0:1) | Латвія | "O₂ Арена", Прага Глядачів: 10 856 |

| Протокол         | Протокол    | Протокол                                                              | Протокол          | Протокол                                   |
| ---------------- | ----------- | --------------------------------------------------------------------- | ----------------- | ------------------------------------------ |
|                  | Рето Берра  | Голкіпери                                                             | Едгарс Масальскіс | Арбітри: Максим Сидоренко Владімір Шиндлер |
| М. Бібер — 58:09 | 0:1 1:1 1:2 | 24:19 — Джеріньш (Дарзіньш, К. Редліхс) 62:19 — Даугавіньш (Дарзіньш) |                   | Арбітри: Максим Сидоренко Владімір Шиндлер |
| 6 хв.            | Вилучення   | 10 хв.                                                                |                   | Арбітри: Максим Сидоренко Владімір Шиндлер |
| 36               | Кидки       | 21                                                                    |                   | Арбітри: Максим Сидоренко Владімір Шиндлер |

| 6 травня 2015 20:15 | Швеція | 4 : 6 (3:0, 1:3, 0:3) | Канада | "O₂ Арена", Прага Глядачів: 16 695 |

| Протокол | Протокол                                | Протокол | Протокол  | Протокол                               |
| --- | --------------------------------------- | --- | --------- | -------------------------------------- |
| | Юнас Енрот                              | Голкіпери | Майк Сміт | Арбітри: Тобіас Верлі Юрі Петтері Ронн |
| Ландер (Л. Ерікссон, Гранберг) — 05:06 Раск (Клефбом, Ліндгольм) — 17:21 Форсберг (Екман-Ларссон, Клінгберг) — 17:49 Меллер (Шегрен, Екман-Ларссон) — 35:19 | 1:0 2:0 3:0 3:1 3:2 3:3 4:3 4:4 4:5 4:6 | 26:43 — Екблад (Бернс, О'Райллі) 31:27 — Голл (бул.) 34:23 — Кутюр'є (Екблад) 50:24 — Віркош (Еберле, Кросбі) 53:31 — Енніс (Голл, Спецца) 58:10 — Сегін (О'Райллі) |           | Арбітри: Тобіас Верлі Юрі Петтері Ронн |
| 4 хв. | Вилучення                               | 4 хв. |           | Арбітри: Тобіас Верлі Юрі Петтері Ронн |
| 32 | Кидки                                   | 39 |           | Арбітри: Тобіас Верлі Юрі Петтері Ронн |

| 7 травня 2015 16:15 | Чехія | 5 : 1 (0:0, 2:1, 3:0) | Франція | "O₂ Арена", Прага Глядачів: 17 110 |

| Протокол | Протокол                | Протокол                               | Протокол     | Протокол                             |
| --- | ----------------------- | -------------------------------------- | ------------ | ------------------------------------ |
| | Ондржей Павелець        | Голкіпери                              | Флоріан Арді | Арбітри: Мікаель Нурд Алексі Рантала |
| Немець (Новотний) — 21:10 Соботка (Крейчик) — 26:58 Ягр (Коварж, Сімон) — 44:25 Немець (Гертл, Ворачек) — 48:28 Червенка (Немець, Крейчик) — 54:49 | 1:0 2:0 2:1 3:1 4:1 5:1 | 28:41 — Екфей (Л. Ламперьє, А. Гуттіг) |              | Арбітри: Мікаель Нурд Алексі Рантала |
| 4 хв. | Вилучення               | 10 хв.                                 |              | Арбітри: Мікаель Нурд Алексі Рантала |
| 46 | Кидки                   | 20                                     |              | Арбітри: Мікаель Нурд Алексі Рантала |

| 7 травня 2015 20:15 | Швеція | 4 : 3 (2:1, 0:1, 2:1) | Німеччина | "O₂ Арена", Прага Глядачів: 16 137 |

| Протокол | Протокол                    | Протокол                                                                              | Протокол      | Протокол                              |
| --- | --------------------------- | ------------------------------------------------------------------------------------- | ------------- | ------------------------------------- |
| | Юнас Енрот                  | Голкіпери                                                                             | Тімо Пільмаєр | Арбітри: Павел Годек Максим Сидоренко |
| Меллер (Ліндстрем, Шегрен) — 11:19 Ліндстрем (Меллер) — 12:44 Клінгберг (Кронвалль, Меллер) — 42:56 Меллер (Екман-Ларссон, Ліндстрем) — 48:40 | 1:0 2:0 2:1 2:2 3:2 4:2 4:3 | 15:48 — Кінк (Рідер, Дашнер) 29:30 — Креммер 54:39 — Плахта (Госпельт, Я. Зайденберг) |               | Арбітри: Павел Годек Максим Сидоренко |
| 6 хв. | Вилучення                   | 29 хв.                                                                                |               | Арбітри: Павел Годек Максим Сидоренко |
| 35 | Кидки                       | 27                                                                                    |               | Арбітри: Павел Годек Максим Сидоренко |

#### 5-й тур
| 8 травня 2015 16:15 | Чехія | 4 : 0 (0:0, 3:0, 1:0) | Австрія | "O₂ Арена", Прага Глядачів: 17 383 |

| Протокол | Протокол         | Протокол  | Протокол           | Протокол                                    |
| --- | ---------------- | --------- | ------------------ | ------------------------------------------- |
| | Ондржей Павелець | Голкіпери | Бернгард Штаркбаум | Арбітри: В'ячеслав Буланов Юрі Петтері Ронн |
| Немець (Сімон) — 31:09 Затьович (Гейда, Немець) — 38:04 Соботка (Червенка, Крейчик) — 39:08 Ворачек (Йордан, Гертл) — 40:07 | 1:0 2:0 3:0 4:0  |           |                    | Арбітри: В'ячеслав Буланов Юрі Петтері Ронн |
| 4 хв. | Вилучення        | 10 хв.    |                    | Арбітри: В'ячеслав Буланов Юрі Петтері Ронн |
| 42 | Кидки            | 12        |                    | Арбітри: В'ячеслав Буланов Юрі Петтері Ронн |

| 8 травня 2015 20:15 | Німеччина | 2 : 1 (0:1, 0:0, 2:0) | Латвія | "O₂ Арена", Прага Глядачів: 15 494 |

| Протокол                                         | Протокол      | Протокол                      | Протокол          | Протокол                           |
| ------------------------------------------------ | ------------- | ----------------------------- | ----------------- | ---------------------------------- |
|                                                  | Денніс Ендрас | Голкіпери                     | Едгарс Масальскіс | Арбітри: Мікаель Нурд Тобіас Верлі |
| Вольф (Раймер, Ю. Крюгер) — 46:46 Плахта — 57:35 | 0:1 1:1 2:1   | 11:05 — Дарзіньш (Даугавіньш) |                   | Арбітри: Мікаель Нурд Тобіас Верлі |
| 10 хв.                                           | Вилучення     | 27 хв.                        |                   | Арбітри: Мікаель Нурд Тобіас Верлі |
| 24                                               | Кидки         | 16                            |                   | Арбітри: Мікаель Нурд Тобіас Верлі |

| 9 травня 2015 12:15 | Франція | 3 : 4 (1:2, 0:1, 2:1) | Канада | "O₂ Арена", Прага Глядачів: 15 300 |

| Протокол                                                                   | Протокол                    | Протокол | Протокол     | Протокол                               |
| -------------------------------------------------------------------------- | --------------------------- | --- | ------------ | -------------------------------------- |
|                                                                            | Ронан Кеменьє               | Голкіпери | Мартін Джонс | Арбітри: Тобіас Верлі Владімір Шиндлер |
| Дерозьє (Меньє, Й. Овітю) — 16:31 Й. Трей (Меньє) — 46:21 Д. Флері — 46:56 | 0:1 0:2 1:2 1:3 2:3 3:3 3:4 | 11:26 — Сегін (Спецца, Т. Беррі) 12:32 — Еберле (Маккіннон, Дюшен) 37:02 — Сегін (Спецца) 49:18 — Еберле (Б. Барнс, Кросбі) |              | Арбітри: Тобіас Верлі Владімір Шиндлер |
| 12 хв.                                                                     | Вилучення                   | 8 хв. |              | Арбітри: Тобіас Верлі Владімір Шиндлер |
| 21                                                                         | Кидки                       | 43 |              | Арбітри: Тобіас Верлі Владімір Шиндлер |

| 9 травня 2015 16:15 | Австрія | 1 : 2 ОТ (1:0, 0:1, 0:0, 0:1) | Латвія | "O₂ Арена", Прага Глядачів: 12 735 |

| Протокол                   | Протокол           | Протокол                                                              | Протокол          | Протокол                          |
| -------------------------- | ------------------ | --------------------------------------------------------------------- | ----------------- | --------------------------------- |
|                            | Бернгард Штаркбаум | Голкіпери                                                             | Едгарс Масальскіс | Арбітри: Тімоті Маєр Тобіас Бйорк |
| Леблер (М. Раффль) — 16:06 | 1:0 1:1 1:2        | 32:15 — Дарзіньш (Даугавіньш) 60:33 — Даугавіньш (Дарзіньш, Галвіньш) |                   | Арбітри: Тімоті Маєр Тобіас Бйорк |
| 2 хв.                      | Вилучення          | 16 хв.                                                                |                   | Арбітри: Тімоті Маєр Тобіас Бйорк |
| 29                         | Кидки              | 18                                                                    |                   | Арбітри: Тімоті Маєр Тобіас Бйорк |

#### 6-й тур
| 9 травня 2015 20:15 | Швеція | 2 : 1 ОТ (1:0, 0:0, 0:1, 1:0) | Швейцарія | "O₂ Арена", Прага Глядачів: 15 201 |

| Протокол                                                                     | Протокол    | Протокол                         | Протокол         | Протокол                                    |
| ---------------------------------------------------------------------------- | ----------- | -------------------------------- | ---------------- | ------------------------------------------- |
|                                                                              | Юнас Енрот  | Голкіпери                        | Леонардо Дженоні | Арбітри: Максим Сидоренко В'ячеслав Буланов |
| Ліндгольм (Раск, Дж. Ерікссон) — 07:17 Форсберг (Л. Ерікссон, Екман-Ларссон) | 1:0 1:1 2:1 | 40:34 — Боденманн (Блум, Амбюль) |                  | Арбітри: Максим Сидоренко В'ячеслав Буланов |
| 10 хв.                                                                       | Вилучення   | 8 хв.                            |                  | Арбітри: Максим Сидоренко В'ячеслав Буланов |
| 29                                                                           | Кидки       | 16                               |                  | Арбітри: Максим Сидоренко В'ячеслав Буланов |

| 10 травня 2015 16:15 | Німеччина | 2 : 4 (1:1, 1:2, 0:1) | Чехія | "O₂ Арена", Прага Глядачів: 17 383 |

| Протокол                                                         | Протокол                | Протокол                                                                                              | Протокол         | Протокол                           |
| ---------------------------------------------------------------- | ----------------------- | --- | ---------------- | ---------------------------------- |
|                                                                  | Тімо Пільмаєр           | Голкіпери                                                                                             | Ондржей Павелець | Арбітри: Мікаель Нурд Тобіас Бйорк |
| Д. Пітта (М. Мюллер, Ю. Крюгер) — 07:13 Вольф (Т. Рідер) — 23:50 | 1:0 1:1 2:1 2:2 2:3 2:4 | 13:39 — Вондрка 25:58 — Коукал (Коларж, Сімон) 27:36 — Ворачек (Ягр, Накладал) 55:58 — Ягр (Червенка) |                  | Арбітри: Мікаель Нурд Тобіас Бйорк |
| 6 хв.                                                            | Вилучення               | 6 хв.                                                                                                 |                  | Арбітри: Мікаель Нурд Тобіас Бйорк |
| 14                                                               | Кидки                   | 38 |                  | Арбітри: Мікаель Нурд Тобіас Бйорк |

| 10 травня 2015 20:15 | Швейцарія | 2 : 7 (1:2, 0:3, 1:2) | Канада | "O₂ Арена", Прага Глядачів: 17 003 |

| Протокол                                            | Протокол                            | Протокол | Протокол  | Протокол                              |
| --------------------------------------------------- | ----------------------------------- | --- | --------- | ------------------------------------- |
|                                                     | Рето Берра                          | Голкіпери | Майк Сміт | Арбітри: Тімоті Маєр Юрі Петтері Ронн |
| Тракслер (Шеппі, Штрайт) — 06:21 Д. Бруннер — 42:16 | 0:1 1:1 1:2 1:3 1:4 1:5 2:5 2:6 2:7 | 00:53 — Сегін (Маззін, Жіру) 19:42 — Маккіннон (Спецца, Віркош) 27:59 — Екблад (Кутюр'є, Ікін) 39:00 — Еберле (Кросбі, Бернс) 39:59 — Ікін (Кутюр'є, Екблад) 52:26 — Кутюр'є (Тоффолі, Гемьюс) 57:08 — Жіру (Бернс, О'Райллі) |           | Арбітри: Тімоті Маєр Юрі Петтері Ронн |
| 16 хв.                                              | Вилучення                           | 12 хв. |           | Арбітри: Тімоті Маєр Юрі Петтері Ронн |
| 25                                                  | Кидки                               | 46 |           | Арбітри: Тімоті Маєр Юрі Петтері Ронн |

| 11 травня 2015 16:15 | Німеччина | 2 : 3 Б (0:0, 0:1, 2:1, 0:0, 0:1) | Австрія | "O₂ Арена", Прага Глядачів: 11 302 |

| Протокол                                                    | Протокол            | Протокол                                                                           | Протокол           | Протокол                                    |
| ----------------------------------------------------------- | ------------------- | ---------------------------------------------------------------------------------- | ------------------ | ------------------------------------------- |
|                                                             | Денніс Ендрас       | Голкіпери                                                                          | Бернгард Штаркбаум | Арбітри: В'ячеслав Буланов Костянтин Оленін |
| Вольф (Пітта, Мюллер) — 44:14 Раймер (Коль, Креммер) —57:59 | 0:1 1:1 1:2 2:2 2:3 | 34:33 — Т. Раффль (М. Раффль, Гайнріх) 54:22 — Роттер (Мюльштайн) Комарек пер.бул. |                    | Арбітри: В'ячеслав Буланов Костянтин Оленін |
| 6 хв.                                                       | Вилучення           | 6 хв.                                                                              |                    | Арбітри: В'ячеслав Буланов Костянтин Оленін |
| 17                                                          | Кидки               | 34                                                                                 |                    | Арбітри: В'ячеслав Буланов Костянтин Оленін |

#### 7-й тур
| 11 травня 2015 20:15 | Швеція | 4 : 2 (1:0, 1:2, 2:0) | Франція | "O₂ Арена", Прага Глядачів: 12 490 |

| Протокол | Протокол                | Протокол                                                            | Протокол      | Протокол                              |
| --- | ----------------------- | ------------------------------------------------------------------- | ------------- | ------------------------------------- |
| | Юнас Енрот              | Голкіпери                                                           | Крістобаль Юе | Арбітри: Максим Сидоренко Йозеф Кубуш |
| Юсефсон (Клефбом, Екман-Ларссон) — 11:00 Форсберг (Ліндгольм) — 34:50 Форсберг (Екман-Ларссон) — 40:52 Екман-Ларссон (Л. Ерікссон, Клефбом) — 43:27 | 1:0 1:1 1:2 2:2 3:2 4:2 | 20:34 — Флері (Руссель, Т. Да Коста) 22:52 — Флері (Руссель, Овітю) |               | Арбітри: Максим Сидоренко Йозеф Кубуш |
| 10 хв. | Вилучення               | 16 хв.                                                              |               | Арбітри: Максим Сидоренко Йозеф Кубуш |
| 41 | Кидки                   | 17                                                                  |               | Арбітри: Максим Сидоренко Йозеф Кубуш |

| 12 травня 2015 12:15 | Канада | 10 : 1 (4:0, 2:0, 4:1) | Австрія | "O₂ Арена", Прага Глядачів: 16 031 |

| Протокол | Протокол                                     | Протокол                 | Протокол                       | Протокол                               |
| --- | -------------------------------------------- | ------------------------ | ------------------------------ | -------------------------------------- |
| | Майк Сміт                                    | Голкіпери                | Бернгард Штаркбаум Рене Светте | Арбітри: Максим Сидоренко Роман Гофман |
| Беррі (О'Райллі, Жіру) — 06:04 Дюшен (Спецца, Маззін) — 09:09 Голл (Бернс) — 11:17 Екблад (Еберле) — 14:10 Спецца (Дюшен, Віркош) — 21:58 Еберле (Бернс) — 35:52 Маккіннон (Маззін) — 42:53 Спецца — 43:05 Шенн (Дюшен) — 46:09 Дюшен (Маккіннон, Спецца) — 54:43 | 1:0 2:0 3:0 4:0 5:0 5:1 6:1 7:1 8:1 9:1 10:1 | 42:44 — Гайнріх (Роттер) |                                | Арбітри: Максим Сидоренко Роман Гофман |
| 0 хв. | Вилучення                                    | 4 хв.                    |                                | Арбітри: Максим Сидоренко Роман Гофман |
| 46 | Кидки                                        | 15                       |                                | Арбітри: Максим Сидоренко Роман Гофман |

| 12 травня 2015 16:15 | Латвія | 2 : 3 Б (1:0, 1:0, 0:2, 0:0, 0:1) | Франція | "O₂ Арена", Прага Глядачів: 15 167 |

| Протокол                                                                        | Протокол            | Протокол                                                                       | Протокол      | Протокол                              |
| ------------------------------------------------------------------------------- | ------------------- | ------------------------------------------------------------------------------ | ------------- | ------------------------------------- |
|                                                                                 | Едгарс Масальскіс   | Голкіпери                                                                      | Крістобаль Юе | Арбітри: Тімоті Маєр Юрі Петтері Ронн |
| Даугавіньш (Дарзіньш, Галвіньш) — 11:25 Галвіньш (Дарзіньш, Даугавіньш) — 22:48 | 1:0 2:0 2:1 2:2 2:3 | 48:21 — С. Да Коста (Д. Флері) 55:20 — Саша Трей (Екфей, Юе) Дерозьє пер. бул. |               | Арбітри: Тімоті Маєр Юрі Петтері Ронн |
| 6 хв.                                                                           | Вилучення           | 6 хв.                                                                          |               | Арбітри: Тімоті Маєр Юрі Петтері Ронн |
| 13                                                                              | Кидки               | 35                                                                             |               | Арбітри: Тімоті Маєр Юрі Петтері Ронн |

| 12 травня 2015 20:15 | Чехія | 2 : 1 Б (0:1, 0:0, 1:0, 0:0, 1:0) | Швейцарія | "O₂ Арена", Прага Глядачів: 17 383 |

| Протокол                                            | Протокол         | Протокол                           | Протокол   | Протокол                              |
| --------------------------------------------------- | ---------------- | ---------------------------------- | ---------- | ------------------------------------- |
|                                                     | Ондржей Павелець | Голкіпери                          | Рето Берра | Арбітри: Йозеф Кубуш Костянтин Оленін |
| Затьович (Коварж, Коларж) — 50:44 Вондрка пер. бул. | 0:1 1:1 2:1      | 16:56 — Фіала (Д. Бруннер, Штрайт) |            | Арбітри: Йозеф Кубуш Костянтин Оленін |
| 12 хв.                                              | Вилучення        | 14 хв.                             |            | Арбітри: Йозеф Кубуш Костянтин Оленін |
| 29                                                  | Кидки            | 27                                 |            | Арбітри: Йозеф Кубуш Костянтин Оленін |

### Група В
| Команда    | І | В | ВО | ПО | П | Ш       | Очк |
| ---------- | - | - | -- | -- | - | ------- | --- |
| США        | 7 | 5 | 1  | 0  | 1 | 22 — 14 | 17  |
| Фінляндія  | 7 | 4 | 2  | 0  | 1 | 22 — 9  | 16  |
| Росія      | 7 | 4 | 1  | 1  | 1 | 30 — 16 | 15  |
| Білорусь   | 7 | 4 | 0  | 2  | 1 | 20 — 19 | 14  |
| Словаччина | 7 | 1 | 2  | 2  | 2 | 17 — 19 | 9   |
| Норвегія   | 7 | 2 | 0  | 0  | 5 | 12 — 23 | 6   |
| Данія      | 7 | 1 | 0  | 1  | 5 | 10 — 20 | 4   |
| Словенія   | 7 | 1 | 0  | 0  | 6 | 9 — 22  | 3   |

- Час початку матчів місцевий (UTC+2)

#### 1-й тур
| 1 травня 2015 16:15 | США | 5 : 1 (1:0, 2:1, 2:0) | Фінляндія | «ČEZ Арена», Острава Глядачів: 8 812 |

| Протокол | Протокол                | Протокол                                | Протокол    | Протокол                                |
| --- | ----------------------- | --------------------------------------- | ----------- | --------------------------------------- |
| | Коннор Еллебюйк         | Голкіпери                               | Пекка Рінне | Арбітри: Тобіас Бйорк В'ячеслав Буланов |
| Мозес (Круг, Нельсон) — 19:37 Гендрікс (Секстон) — 31:57 Секстон (Круг, Гендрікс) — 34:47 Боніно (Мозес, Нельсон) — 46:19 Гендрікс (Ларкін) — 57:22 | 1:0 1:1 2:1 3:1 4:1 5:1 | 25:40 — Йокіпакка (Песонен, Кемппайнен) |             | Арбітри: Тобіас Бйорк В'ячеслав Буланов |
| 8 хв. | Вилучення               | 4 хв.                                   |             | Арбітри: Тобіас Бйорк В'ячеслав Буланов |
| 27 | Кидки                   | 30                                      |             | Арбітри: Тобіас Бйорк В'ячеслав Буланов |

| 1 травня 2015 20:15 | Росія | 6 : 2 (4:0, 2:2, 0:0) | Норвегія | «ČEZ Арена», Острава Глядачів: 6 314 |

| Протокол | Протокол                        | Протокол                                                          | Протокол     | Протокол                              |
| --- | ------------------------------- | ----------------------------------------------------------------- | ------------ | ------------------------------------- |
| | Сергій Бобровський              | Голкіпери                                                         | Ларс Вольден | Арбітри: Тімоті Маєр Юрі Петтері Ронн |
| Шипачов (Ковальчук, Дадонов) — 02:51 Анісімов (Ковальчук) — 03:10 Заріпов (Мозякін, Тихонов) — 15:14 Тихонов (Медведєв, Заріпов) — 16:53 Чудінов (Мозякін, Заріпов) — 29:08 Панарін (Шипачов, Бірюков) — 34:10 | 1:0 2:0 3:0 4:0 4:1 4:2 5:2 6:2 | 20:25 — Торесен (М. Олімб, Голес) 26:50 — Торесен (М. Олімб, Аск) |              | Арбітри: Тімоті Маєр Юрі Петтері Ронн |
| 8 хв. | Вилучення                       | 10 хв.                                                            |              | Арбітри: Тімоті Маєр Юрі Петтері Ронн |
| 36 | Кидки                           | 19                                                                |              | Арбітри: Тімоті Маєр Юрі Петтері Ронн |

| 2 травня 2015 12:15 | Словаччина | 4 : 3 Б (0:0, 0:1, 3:2, 0:0, 1:0) | Данія | «ČEZ Арена», Острава Глядачів: 8 812 |

| Протокол | Протокол                    | Протокол                                                                                 | Протокол         | Протокол                                    |
| --- | --------------------------- | ---------------------------------------------------------------------------------------- | ---------------- | ------------------------------------------- |
| | Ян Лацо                     | Голкіпери                                                                                | Патрік Гальбрайт | Арбітри: В'ячеслав Буланов Юрі Петтері Ронн |
| Серсен (Л. Гудачек, Паник) — 48:08 В'єденський (Дравецький, Лушняк) — 49:26 Граняк (Дравецький, Лацо) — 51:11 Даньо пер. бул. | 0:1 1:1 2:1 2:2 3:2 3:3 4:3 | 25:05 — П. Бйоркстранд (Є. Єнсен, Є. Б. Єнсен) 49:57 — Гардт (Мадсен) 57:46 — Д. Нільсен |                  | Арбітри: В'ячеслав Буланов Юрі Петтері Ронн |
| 6 хв. | Вилучення                   | 10 хв.                                                                                   |                  | Арбітри: В'ячеслав Буланов Юрі Петтері Ронн |
| 43 | Кидки                       | 19                                                                                       |                  | Арбітри: В'ячеслав Буланов Юрі Петтері Ронн |

| 2 травня 2015 16:15 | Білорусь | 4 : 2 (2:1, 1:0, 1:1) | Словенія | «ČEZ Арена», Острава Глядачів: 5 995 |

| Протокол | Протокол                | Протокол                                                | Протокол       | Протокол                           |
| --- | ----------------------- | ------------------------------------------------------- | -------------- | ---------------------------------- |
| | Кевін Лаланд            | Голкіпери                                               | Роберт Крістан | Арбітри: Мікаель Нурд Тобіас Верлі |
| Стась (Коробов, Гаврус) — 10:08 А. Костіцин (Стась, Гаврус) — 12:16 Калюжний (А. Костіцин, С. Костіцин) — 23:51 Кітаров — 59:41 | 1:0 1:1 2:1 3:1 3:2 4:2 | 10:42 — Єглич (Тічар) 51:47 — Панце (Разінгар, Копітар) |                | Арбітри: Мікаель Нурд Тобіас Верлі |
| 4 хв. | Вилучення               | 4 хв.                                                   |                | Арбітри: Мікаель Нурд Тобіас Верлі |
| 26 | Кидки                   | 23                                                      |                | Арбітри: Мікаель Нурд Тобіас Верлі |

#### 2-й тур
| 2 травня 2015 20:15 | Норвегія | 1 : 2 (1:1, 0:1, 0:0) | США | «ČEZ Арена», Острава Глядачів: 6 301 |

| Протокол                          | Протокол    | Протокол                                           | Протокол        | Протокол                                   |
| --------------------------------- | ----------- | -------------------------------------------------- | --------------- | ------------------------------------------ |
|                                   | Ларс Хауген | Голкіпери                                          | Коннор Еллебюйк | Арбітри: Максим Сидоренко Владімір Шиндлер |
| Аск (Толлефсен, М. Олімб) — 06:39 | 1:0 1:1 1:2 | 12:14 — Льюїс (Весі) 25:58 — Нельсон (Круг, Льюїс) |                 | Арбітри: Максим Сидоренко Владімір Шиндлер |
| 12 хв.                            | Вилучення   | 20 хв.                                             |                 | Арбітри: Максим Сидоренко Владімір Шиндлер |
| 23                                | Кидки       | 35                                                 |                 | Арбітри: Максим Сидоренко Владімір Шиндлер |

| 3 травня 2015 12:15 | Росія | 5 : 3 (3:0, 1:2, 1:1) | Словенія | «ČEZ Арена», Острава Глядачів: 7 557 |

| Протокол | Протокол                        | Протокол                                                                          | Протокол     | Протокол                               |
| --- | ------------------------------- | --------------------------------------------------------------------------------- | ------------ | -------------------------------------- |
| | Костянтин Барулін               | Голкіпери                                                                         | Лука Гранчар | Арбітри: Тобіас Бйорк Максим Сидоренко |
| Ковальчук (Дадонов, Барулін) — 04:03 Кульомін (Антипін) — 04:39 Дадонов (Панарін, Шипачов) — 18:56 Шипачов (Панарін, Дадонов) — 29:27 Дадонов (Шипачов, Панарін) — 45:45 | 1:0 2:0 3:0 3:1 4:1 4:2 5:2 5:3 | 23:14 — Копітар (Претнар, Краньц) 34:30 — Панце 54:46 — Р. Саболич (Тічар, Єглич) |              | Арбітри: Тобіас Бйорк Максим Сидоренко |
| 4 хв. | Вилучення                       | 4 хв.                                                                             |              | Арбітри: Тобіас Бйорк Максим Сидоренко |
| 35 | Кидки                           | 25                                                                                |              | Арбітри: Тобіас Бйорк Максим Сидоренко |

| 3 травня 2015 16:15 | Білорусь | 1 : 2 ОТ (0:0, 0:0, 1:1, 0:1) | Словаччина | «ČEZ Арена», Острава Глядачів: 8 812 |

| Протокол                                    | Протокол     | Протокол                                                               | Протокол | Протокол                              |
| ------------------------------------------- | ------------ | ---------------------------------------------------------------------- | -------- | ------------------------------------- |
|                                             | Кевін Лаланд | Голкіпери                                                              | Ян Лацо  | Арбітри: Тімоті Маєр Владімір Шиндлер |
| С. Костіцин (Калюжний, А. Костіцин) — 51:27 | 1:0 1:1 1:2  | 52:31 — Месарош (Л. Гудачек, Дравецький) 61:55 — Месарош (Юрчо, Татар) |          | Арбітри: Тімоті Маєр Владімір Шиндлер |
| 8 хв.                                       | Вилучення    | 10 хв.                                                                 |          | Арбітри: Тімоті Маєр Владімір Шиндлер |
| 18                                          | Кидки        | 34                                                                     |          | Арбітри: Тімоті Маєр Владімір Шиндлер |

| 3 травня 2015 20:15 | Данія | 0 : 3 (0:0, 0:3, 0:0) | Фінляндія | «ČEZ Арена», Острава Глядачів: 8 353 |

| Протокол | Протокол      | Протокол | Протокол    | Протокол                           |
| -------- | ------------- | --- | ----------- | ---------------------------------- |
|          | Себастьян Дам | Голкіпери | Пекка Рінне | Арбітри: Мікаель Нурд Тобіас Верлі |
|          | 0:1 0:2 0:3   | 27:47 — Йокінен (Салмела, Донськой) 28:58 — Песонен (Лоухіваара, Кемппайнен) 35:56 — Барков (Лінделл, Йокінен) |             | Арбітри: Мікаель Нурд Тобіас Верлі |
| 8 хв.    | Вилучення     | 2 хв. |             | Арбітри: Мікаель Нурд Тобіас Верлі |
| 16       | Кидки         | 41 |             | Арбітри: Мікаель Нурд Тобіас Верлі |

#### 3-й тур
| 4 травня 2015 16:15 | Росія | 2 : 4 (0:1, 1:1, 1:2) | США | «ČEZ Арена», Острава Глядачів: 8 812 |

| Протокол                                                               | Протокол                | Протокол                                                                                              | Протокол      | Протокол                                   |
| ---------------------------------------------------------------------- | ----------------------- | --- | ------------- | ------------------------------------------ |
|                                                                        | Сергій Бобровський      | Голкіпери                                                                                             | Джек Кемпбелл | Арбітри: Маркус Віннерборг Даніель Піхачек |
| Бєлов (Панарін, Дадонов) — 23:40 Плотников (Куликов, Анісімов) — 56:19 | 0:1 1:1 1:2 1:3 2:3 2:4 | 06:22 — Льюїс (Джонс, Ейчел) 26:22 — Круг (Джонс, Фолк) 51:52 — Аркобелло (Весі) 59:51 — Нельсон (Лі) |               | Арбітри: Маркус Віннерборг Даніель Піхачек |
| 6 хв.                                                                  | Вилучення               | 6 хв.                                                                                                 |               | Арбітри: Маркус Віннерборг Даніель Піхачек |
| 17                                                                     | Кидки                   | 20 |               | Арбітри: Маркус Віннерборг Даніель Піхачек |

| 4 травня 2015 20:15 | Норвегія | 0 : 5 (0:1, 0:2, 0:2) | Фінляндія | «ČEZ Арена», Острава Глядачів: 6 634 |

| Протокол | Протокол            | Протокол | Протокол    | Протокол                          |
| -------- | ------------------- | --- | ----------- | --------------------------------- |
|          | Ларс Вольден        | Голкіпери | Пекка Рінне | Арбітри: Тімоті Маєр Тобіас Бйорк |
|          | 0:1 0:2 0:3 0:4 0:5 | 05:05 — Лінделл (Йокінен, Барков) 28:39 — Кемппайнен (Лінделл, Аалтонен) 30:21 — Кемппайнен (Лінделл, Аалтонен) 51:15 — Йокіпакка (Комаров, Кемппайнен) 52:11 — Йокінен (Салмела, Барков) |             | Арбітри: Тімоті Маєр Тобіас Бйорк |
| 10 хв.   | Вилучення           | 12 хв. |             | Арбітри: Тімоті Маєр Тобіас Бйорк |
| 20       | Кидки               | 30 |             | Арбітри: Тімоті Маєр Тобіас Бйорк |

| 5 травня 2015 16:15 | Данія | 1 : 5 (1:0, 0:3, 0:2) | Білорусь | «ČEZ Арена», Острава Глядачів: 4 796 |

| Протокол                        | Протокол                | Протокол | Протокол     | Протокол                             |
| ------------------------------- | ----------------------- | --- | ------------ | ------------------------------------ |
|                                 | Патрік Гальбрайт        | Голкіпери | Кевін Лаланд | Арбітри: Даніель Штрікер Йозеф Кубуш |
| Якобсен (Мадсен, Гардт) — 13:38 | 1:0 1:1 1:2 1:3 1:4 1:5 | 20:44 — Гаврус (А. Костіцин, Калюжний) 27:27 — Ковиршин (Кулаков, Степанов) 29:35 — Шинкевич (Калюжний, А. Костіцин) 45:36 — Ковиршин (Кулаков, Шинкевич) 54:44 — Усенко (Кітаров, Демков) |              | Арбітри: Даніель Штрікер Йозеф Кубуш |
| 18 хв.                          | Вилучення               | 8 хв. |              | Арбітри: Даніель Штрікер Йозеф Кубуш |
| 26                              | Кидки                   | 35 |              | Арбітри: Даніель Штрікер Йозеф Кубуш |

| 5 травня 2015 20:15 | Словаччина | 3 : 1 (0:1, 0:0, 3:0) | Словенія | «ČEZ Арена», Острава Глядачів: 8 812 |

| Протокол                                                                        | Протокол        | Протокол                          | Протокол       | Протокол                               |
| ------------------------------------------------------------------------------- | --------------- | --------------------------------- | -------------- | -------------------------------------- |
|                                                                                 | Ян Лацо         | Голкіпери                         | Роберт Крістан | Арбітри: Костянтин Оленін Роман Гофман |
| Месарош (Суровий) — 47:57 Габорик (Л. Гудачек, Суровий) — 54:16 Габорик — 59:59 | 0:1 1:1 2:1 3:1 | 06:20 — Урбас (Краньц, Ковачевич) |                | Арбітри: Костянтин Оленін Роман Гофман |
| 6 хв.                                                                           | Вилучення       | 12 хв.                            |                | Арбітри: Костянтин Оленін Роман Гофман |
| 33                                                                              | Кидки           | 23                                |                | Арбітри: Костянтин Оленін Роман Гофман |

#### 4-й тур
| 6 травня 2015 16:15 | Росія | 5 : 2 (2:0, 1:1, 2:1) | Данія | «ČEZ Арена», Острава Глядачів: 7 682 |

| Протокол | Протокол                    | Протокол                                                | Протокол      | Протокол                          |
| --- | --------------------------- | ------------------------------------------------------- | ------------- | --------------------------------- |
| | Сергій Бобровський          | Голкіпери                                               | Себастьян Дам | Арбітри: Тімоті Маєр Тобіас Бйорк |
| Панарін (Дадонов, Шипачов) — 10:53 Мозякін (Малкін) — 13:17 Дадонов (Медведєв, Ковальчук) — 38:45 Мозякін (Кульомін, Малкін) — 57:03 Тарасенко (Антипін, Плотников) — 57:51 | 1:0 2:0 2:1 3:1 3:2 4:2 5:2 | 29:35 — Греен (Спеллінг, О. Лаурідсен) 49:36 — Спеллінг |               | Арбітри: Тімоті Маєр Тобіас Бйорк |
| 12 хв. | Вилучення                   | 10 хв.                                                  |               | Арбітри: Тімоті Маєр Тобіас Бйорк |
| 33 | Кидки                       | 20                                                      |               | Арбітри: Тімоті Маєр Тобіас Бйорк |

| 6 травня 2015 20:15 | Словаччина | 2 : 3 (1:0, 1:2, 0:1) | Норвегія | «ČEZ Арена», Острава Глядачів: 8 812 |

| Протокол                                                            | Протокол            | Протокол | Протокол    | Протокол                                   |
| ------------------------------------------------------------------- | ------------------- | --- | ----------- | ------------------------------------------ |
|                                                                     | Ян Лацо             | Голкіпери | Ларс Хауген | Арбітри: Даніель Штрікер Маркус Віннерборг |
| Суровий (Габорик, Л. Гудачек) — 18:03 Дялога (Мікуш, Татар) — 21:29 | 1:0 2:0 2:1 2:2 2:3 | 25:40 — Нерстебе (Голес, М. Олімб) 35:30 — Росселі Ольсен (Аск, Мартінсен) 41:56 — Нерстебе (Торесен, Голес) |             | Арбітри: Даніель Штрікер Маркус Віннерборг |
| 45 хв.                                                              | Вилучення           | 10 хв. |             | Арбітри: Даніель Штрікер Маркус Віннерборг |
| 24                                                                  | Кидки               | 23 |             | Арбітри: Даніель Штрікер Маркус Віннерборг |

| 7 травня 2015 16:15 | США | 2 : 5 (0:0, 1:3, 1:2) | Білорусь | «ČEZ Арена», Острава Глядачів: 6 648 |

| Протокол                                            | Протокол                    | Протокол | Протокол     | Протокол                               |
| --------------------------------------------------- | --------------------------- | --- | ------------ | -------------------------------------- |
|                                                     | Джек Кемпбелл               | Голкіпери | Кевін Лаланд | Арбітри: Костянтин Оленін Роман Гофман |
| Нельсон (Ейчел) — 37:21 Круг (Ейчел, Льюїс) — 45:35 | 0:1 0:2 0:3 1:3 1:4 2:4 2:5 | 31:11 — Гаврус (Лисовець, Шинкевич) 33:01 — Волков (С. Костіцин) 36:06 — Кітаров (С. Костіцин) 41:15 — Калюжний (А. Костіцин, Усенко) 48:23 — Калюжний (А. Костіцин, Лисовець) |              | Арбітри: Костянтин Оленін Роман Гофман |
| 8 хв.                                               | Вилучення                   | 10 хв. |              | Арбітри: Костянтин Оленін Роман Гофман |
| 30                                                  | Кидки                       | 23 |              | Арбітри: Костянтин Оленін Роман Гофман |

| 7 травня 2015 20:15 | Фінляндія | 4 : 0 (2:0, 2:0, 0:0) | Словенія | «ČEZ Арена», Острава Глядачів: 6 452 |

| Протокол | Протокол        | Протокол  | Протокол       | Протокол                             |
| --- | --------------- | --------- | -------------- | ------------------------------------ |
| | Пекка Рінне     | Голкіпери | Гашпер Крошель | Арбітри: Йозеф Кубуш Даніель Піхачек |
| Комаров (Песонен, Кемппайнен) — 05:53 Контіола — 06:34 Барков (Донськой, Йокінен) — 21:19 Кемппайнен (Рууту, Аалтонен) — 35:57 | 1:0 2:0 3:0 4:0 |           |                | Арбітри: Йозеф Кубуш Даніель Піхачек |
| 4 хв. | Вилучення       | 6 хв.     |                | Арбітри: Йозеф Кубуш Даніель Піхачек |
| 33 | Кидки           | 13        |                | Арбітри: Йозеф Кубуш Даніель Піхачек |

#### 5-й тур
| 8 травня 2015 16:15 | Словенія | 1 : 3 (0:1, 1:2, 0:1) | Норвегія | «ČEZ Арена», Острава Глядачів: 8 812 |

| Протокол                 | Протокол        | Протокол | Протокол    | Протокол                                   |
| ------------------------ | --------------- | --- | ----------- | ------------------------------------------ |
|                          | Роберт Крістан  | Голкіпери | Ларс Хауген | Арбітри: Даніель Штрікер Маркус Віннерборг |
| Муршак (Копітар) — 20:15 | 0:1 1:1 1:2 1:3 | 08:23 — Торесен (М. Олімб, Голес) 23:46 — Бастіансен (К. А. Олімб, Сорвік) 38:49 — Голес (М. Олімб, Торесен) |             | Арбітри: Даніель Штрікер Маркус Віннерборг |
| 10 хв.                   | Вилучення       | 4 хв. |             | Арбітри: Даніель Штрікер Маркус Віннерборг |
| 18                       | Кидки           | 24 |             | Арбітри: Даніель Штрікер Маркус Віннерборг |

| 8 травня 2015 20:15 | США | 1 : 0 (0:0, 1:0, 0:0) | Данія | «ČEZ Арена», Острава Глядачів: 8 812 |

| Протокол        | Протокол        | Протокол  | Протокол      | Протокол                              |
| --------------- | --------------- | --------- | ------------- | ------------------------------------- |
|                 | Коннор Еллебюйк | Голкіпери | Себастьян Дам | Арбітри: Павел Годек Костянтин Оленін |
| Нельсон — 27:54 | 1:0             |           |               | Арбітри: Павел Годек Костянтин Оленін |
| 6 хв.           | Вилучення       | 6 хв.     |               | Арбітри: Павел Годек Костянтин Оленін |
| 41              | Кидки           | 21        |               | Арбітри: Павел Годек Костянтин Оленін |

| 9 травня 2015 12:15 | Білорусь | 0 : 7 (0:1, 0:3, 0:3) | Росія | «ČEZ Арена», Острава Глядачів: 8 363 |

| Протокол | Протокол                    | Протокол | Протокол                  | Протокол                                 |
| -------- | --------------------------- | --- | ------------------------- | ---------------------------------------- |
|          | Кевін Лаланд Ігор Брикун    | Голкіпери | Бобровський Антон Худобін | Арбітри: Даніель Штрікер Даніель Піхачек |
|          | 0:1 0:2 0:3 0:4 0:5 0:6 0:7 | 09:53 — Ковальчук (Кульомін, Анісімов) 21:33 — Тарасенко (Анісімов, Медведєв) 29:24 — Шипачов (Панарін, Дадонов) 32:22 — Панарін (Шипачов, Миронов) 42:51 — Широков 44:49 — Дадонов (Малкін, Ковальчук) 51:04 — Малкін (Тарасенко, Мозякін) |                           | Арбітри: Даніель Штрікер Даніель Піхачек |
| 18 хв.   | Вилучення                   | 4 хв. |                           | Арбітри: Даніель Штрікер Даніель Піхачек |
| 13       | Кидки                       | 32 |                           | Арбітри: Даніель Штрікер Даніель Піхачек |

| 9 травня 2015 16:15 | Фінляндія | 3 : 0 (0:0, 0:0, 3:0) | Словаччина | «ČEZ Арена», Острава Глядачів: 8 812 |

| Протокол                                                                                               | Протокол    | Протокол  | Протокол | Протокол                                    |
| --- | ----------- | --------- | -------- | ------------------------------------------- |
| | Юусе Сарос  | Голкіпери | Ян Лацо  | Арбітри: Маркус Віннерборг Костянтин Оленін |
| Донськой (Лінделл, Йокінен) — 50:28 Аалтонен (Песонен, Кемппайнен) — 55:33 Комаров (пор. вор.) — 59:53 | 1:0 2:0 3:0 |           |          | Арбітри: Маркус Віннерборг Костянтин Оленін |
| 8 хв.                                                                                                  | Вилучення   | 10 хв.    |          | Арбітри: Маркус Віннерборг Костянтин Оленін |
| 31 | Кидки       | 22        |          | Арбітри: Маркус Віннерборг Костянтин Оленін |

#### 6-й тур
| 9 травня 2015 20:15 | Данія | 4 : 1 (2:1, 1:0, 1:0) | Норвегія | «ČEZ Арена», Острава Глядачів: 7 316 |

| Протокол | Протокол            | Протокол                                        | Протокол    | Протокол                             |
| --- | ------------------- | ----------------------------------------------- | ----------- | ------------------------------------ |
| | Себастьян Дам       | Голкіпери                                       | Ларс Хауген | Арбітри: Алексі Рантала Роман Гофман |
| Н. Єнсен (А. Поульсен) — 01:51 Д. Нільсен (Якобсен, Мадсен) — 19:36 Сторм (Є. Єнсен, Д. Нільсен) — 33:01 Якобсен (Гардт, Мадсен) — 51:36 | 1:0 1:1 2:1 3:1 4:1 | 03:18 — К. А. Олімб (Росселі Ольсен, Бонсаксен) |             | Арбітри: Алексі Рантала Роман Гофман |
| 8 хв. | Вилучення           | 8 хв.                                           |             | Арбітри: Алексі Рантала Роман Гофман |
| 19 | Кидки               | 25                                              |             | Арбітри: Алексі Рантала Роман Гофман |

| 10 травня 2015 16:15 | Словенія | 1 : 3 (0:2, 1:0, 0:1) | США | «ČEZ Арена», Острава Глядачів: 8 202 |

| Протокол                           | Протокол        | Протокол                                                                                     | Протокол        | Протокол                             |
| ---------------------------------- | --------------- | -------------------------------------------------------------------------------------------- | --------------- | ------------------------------------ |
|                                    | Роберт Крістан  | Голкіпери                                                                                    | Коннор Еллебюйк | Арбітри: Алексі Рантала Роман Гофман |
| Мушич (Ограєншек, Претнар) — 26:54 | 0:1 0:2 1:2 1:3 | 04:17 — Нельсон (Райллі, Льюїс) 16:32 — Нельсон (Льюїс, Фолк) 41:09 — Ейчел (Нельсон, Льюїс) |                 | Арбітри: Алексі Рантала Роман Гофман |
| 4 хв.                              | Вилучення       | 6 хв.                                                                                        |                 | Арбітри: Алексі Рантала Роман Гофман |
| 22                                 | Кидки           | 17                                                                                           |                 | Арбітри: Алексі Рантала Роман Гофман |

| 10 травня 2015 20:15 | Словаччина | 2 : 3 ОТ (1:0, 0:1, 1:1, 0:1) | Росія | «ČEZ Арена», Острава Глядачів: 8 812 |

| Протокол                                                           | Протокол            | Протокол                                                                        | Протокол           | Протокол                              |
| ------------------------------------------------------------------ | ------------------- | ------------------------------------------------------------------------------- | ------------------ | ------------------------------------- |
|                                                                    | Юліус Гудачек       | Голкіпери                                                                       | Сергій Бобровський | Арбітри: Павел Годек Владімір Шиндлер |
| Копецький (Паник, Дравецький) — 05:58 Габорик (Л. Гудачек) — 49:05 | 1:0 1:1 1:2 2:2 2:3 | 27:07 — Мозякін (Чудинов, Кульомін) 41:10 — Тарасенко (Антипін) 62:06 — Панарін |                    | Арбітри: Павел Годек Владімір Шиндлер |
| 4 хв.                                                              | Вилучення           | 2 хв.                                                                           |                    | Арбітри: Павел Годек Владімір Шиндлер |
| 22                                                                 | Кидки               | 32                                                                              |                    | Арбітри: Павел Годек Владімір Шиндлер |

| 11 травня 2015 16:15 | Фінляндія | 3 : 2 Б (0:0, 0:0, 2:2, 0:0, 1:0) | Білорусь | «ČEZ Арена», Острава Глядачів: 8 812 |

| Протокол                                                                                        | Протокол            | Протокол                                                            | Протокол       | Протокол                              |
| ----------------------------------------------------------------------------------------------- | ------------------- | ------------------------------------------------------------------- | -------------- | ------------------------------------- |
|                                                                                                 | Пекка Рінне         | Голкіпери                                                           | Віталій Коваль | Арбітри: Даніель Штрікер Тобіас Верлі |
| Донськой (Лінделл, Йокінен) — 51:57 Хартікайнен (Яакола, Кемппайнен) — 52:51 Йокінен (пер.бул.) | 0:1 1:1 2:1 2:2 3:2 | 45:09 — Ковиршин (Степанов, Кулаков) 59:29 — Калюжний (С. Костіцин) |                | Арбітри: Даніель Штрікер Тобіас Верлі |
| 8 хв.                                                                                           | Вилучення           | 6 хв.                                                               |                | Арбітри: Даніель Штрікер Тобіас Верлі |
| 26                                                                                              | Кидки               | 25                                                                  |                | Арбітри: Даніель Штрікер Тобіас Верлі |

#### 7-й тур
| 11 травня 2015 20:15 | Словенія | 1 : 0 (1:0, 0:0, 0:0) | Данія | «ČEZ Арена», Острава Глядачів: 6 768 |

| Протокол      | Протокол       | Протокол  | Протокол      | Протокол                                    |
| ------------- | -------------- | --------- | ------------- | ------------------------------------------- |
|               | Гашпер Крошель | Голкіпери | Себастьян Дам | Арбітри: Маркус Віннерборг Владімір Шиндлер |
| Панце — 10:00 | 1:0            |           |               | Арбітри: Маркус Віннерборг Владімір Шиндлер |
| 2 хв.         | Вилучення      | 2 хв.     |               | Арбітри: Маркус Віннерборг Владімір Шиндлер |
| 21            | Кидки          | 24        |               | Арбітри: Маркус Віннерборг Владімір Шиндлер |

| 12 травня 2015 12:15 | Норвегія | 2 : 3 (0:1, 1:2, 1:0) | Білорусь | «ČEZ Арена», Острава Глядачів: 8 812 |

| Протокол                                                         | Протокол            | Протокол | Протокол     | Протокол                               |
| ---------------------------------------------------------------- | ------------------- | --- | ------------ | -------------------------------------- |
|                                                                  | Ларс Хауген         | Голкіпери | Кевін Лаланд | Арбітри: Павел Годек Маркус Віннерборг |
| Торесен (Олімб, Голес) — 32:20 Нерстебе (Олімб, Торесен) — 45:13 | 0:1 0:2 0:3 1:3 2:3 | 07:29 — Калюжний (С. Костіцин, А. Костіцин) 29:01 — Коробов (С. Костіцин, Калюжний) 32:03 — А. Костіцин (Калюжний, Степанов) |              | Арбітри: Павел Годек Маркус Віннерборг |
| 16 хв.                                                           | Вилучення           | 10 хв. |              | Арбітри: Павел Годек Маркус Віннерборг |
| 24                                                               | Кидки               | 17 |              | Арбітри: Павел Годек Маркус Віннерборг |

| 12 травня 2015 16:15 | США | 5 : 4 ОТ (2:0, 2:4, 0:0, 1:0) | Словаччина | «ČEZ Арена», Острава Глядачів: 8 812 |

| Протокол | Протокол                            | Протокол | Протокол              | Протокол                              |
| --- | ----------------------------------- | --- | --------------------- | ------------------------------------- |
| | Коннор Еллебюйк                     | Голкіпери | Ян Лацо Юліус Гудачек | Арбітри: Тобіас Верлі Даніель Піхачек |
| Сміт (Мур, Аркобелло) — 02:36 Джонс (Ейчел, Льюїс) — 04:11 Лі (Фолк, Боніно) — 20:27 Койл (Редмонд, Лі) — 39:08 Ейчел — 64:32 | 1:0 2:0 3:0 3:1 3:2 3:3 3:4 4:4 5:4 | 26:29 — Габорик (Дравецький, Месарош) 30:36 — Яношик (Габорик, Серсен) 36:27 — Дравецький (Дялога, Копецький) 38:22 — Бартович (Граняк) |                       | Арбітри: Тобіас Верлі Даніель Піхачек |
| 10 хв. | Вилучення                           | 12 хв. |                       | Арбітри: Тобіас Верлі Даніель Піхачек |
| 34 | Кидки                               | 25 |                       | Арбітри: Тобіас Верлі Даніель Піхачек |

| 12 травня 2015 20:15 | Фінляндія | 3 : 2 Б (0:1, 1:0, 1:1, 0:0, 1:0) | Росія | «ČEZ Арена», Острава Глядачів: 8 812 |

| Протокол                                                                                | Протокол            | Протокол                                                    | Протокол           | Протокол                           |
| --------------------------------------------------------------------------------------- | ------------------- | ----------------------------------------------------------- | ------------------ | ---------------------------------- |
|                                                                                         | Пекка Рінне         | Голкіпери                                                   | Сергій Бобровський | Арбітри: Мікаель Нурд Тобіас Бйорк |
| Барков (Песонен, Йокінен) — 24:54 Донськой (Барков, Йокінен) — 57:41 Донськой пер. бул. | 0:1 1:1 1:2 2:2 3:2 | 18:04 — Мозякін (Малкін) 54:54 — Панарін (Дадонов, Чудінов) |                    | Арбітри: Мікаель Нурд Тобіас Бйорк |
| 25 хв.                                                                                  | Вилучення           | 6 хв.                                                       |                    | Арбітри: Мікаель Нурд Тобіас Бйорк |
| 30                                                                                      | Кидки               | 35                                                          |                    | Арбітри: Мікаель Нурд Тобіас Бйорк |

## Плей-оф
|  | Чвертьфінали | Чвертьфінали | Чвертьфінали |   |           | Півфінали | Півфінали | Півфінали           |       |      | Фінал  | Фінал | Фінал |
|  |              |              |              |   |           |           |           |                     |       |      |        |       |       |
|  | А1           | Канада       | 9            |   |           |           |           |                     |       |      |        |       |       |
|  | B4           | Білорусь     | 0            |   |           |           |           |                     |       |      |        |       |       |
|  | B4           | Білорусь     | 0            |   | WQF1      | Канада    | 2         |                     |       |      |        |       |       |
|  |              |              |              |   | WQF1      | Канада    | 2         |                     |       |      |        |       |       |
|  |              | WQF2         | Чехія        | 0 |           |           |           |                     |       |      |        |       |       |
|  | В2           | WQF2         | Чехія        | 0 | Фінляндія | 3         |           |                     |       |      |        |       |       |
|  | В2           |              |              |   | Фінляндія | 3         |           |                     |       |      |        |       |       |
|  | A3           | Чехія        | 5            |   |           |           |           |                     |       |      |        |       |       |
|  | A3           | Чехія        | 5            |   |           |           |           |                     |       | WSF1 | Канада | 6     |       |
|  |              |              |              |   |           |           |           |                     |       | WSF1 | Канада | 6     |       |
|  |              | WSF2         | Росія        | 1 |           |           |           |                     |       |      |        |       |       |
|  | В1           | WSF2         | Росія        | 1 | США       | 3         |           |                     |       |      |        |       |       |
|  | В1           |              |              |   | США       | 3         |           |                     |       |      |        |       |       |
|  | А4           | Швейцарія    | 1            |   |           |           |           |                     |       |      |        |       |       |
|  | А4           | Швейцарія    | 1            |   | WQF3      | США       | 0         |                     |       |      |        |       |       |
|  |              |              |              |   | WQF3      | США       | 0         | Матч за третє місце |       |      |        |       |       |
|  |              | WQF4         | Росія        | 4 |           |           |           |                     |       |      |        |       |       |
|  | А2           | WQF4         | Росія        | 4 | Швеція    | 3         |           | LSF1                | Чехія | 0    |        |       |       |
|  | А2           |              |              |   | Швеція    | 3         |           | LSF1                | Чехія | 0    |        |       |       |
|  | В3           | Росія        | 5            |   |           |           |           |                     |       |      | LSF2   | США   | 3     |

### Чвертьфінали
| 14 травня 2015 15:15 | США | 3 : 1 (0:1, 2:0, 1:0) | Швейцарія | «ČEZ Арена», Острава Глядачів: 6 495 |

| Протокол                                                                            | Протокол        | Протокол     | Протокол   | Протокол                                    |
| ----------------------------------------------------------------------------------- | --------------- | ------------ | ---------- | ------------------------------------------- |
|                                                                                     | Коннор Еллебюйк | Голкіпери    | Рето Берра | Арбітри: В'ячеслав Буланов Юрі Петтері Ронн |
| Сміт (Весі, Аркобелло) — 30:17 Койл (Джонс, Лі) — 31:24 Гардінер (Койл, Лі) — 50:33 | 0:1 1:1 2:1 3:1 | 13:04 — Йозі |            | Арбітри: В'ячеслав Буланов Юрі Петтері Ронн |
| 6 хв.                                                                               | Вилучення       | 4 хв.        |            | Арбітри: В'ячеслав Буланов Юрі Петтері Ронн |
| 24                                                                                  | Кидки           | 22           |            | Арбітри: В'ячеслав Буланов Юрі Петтері Ронн |

| 14 травня 2015 16:15 | Канада | 9 : 0 (4:0, 2:0, 3:0) | Білорусь | "O₂ Арена", Прага Глядачів: 15 126 |

| Протокол | Протокол                            | Протокол  | Протокол     | Протокол                               |
| --- | ----------------------------------- | --------- | ------------ | -------------------------------------- |
| | Майк Сміт                           | Голкіпери | Кевін Лаланд | Арбітри: Тімоті Маєр Маркус Віннерборг |
| Бернс (Кросбі, Голл) — 00:27 Енніс (Беррі, Маззін) — 07:36 О'Райллі (Бернс, Енніс) — 10:14 Сегін (Спецца) — 17:27 Сегін (Кутюр'є, Маззін) — 23:23 Бернс (О'Райллі, Еберле) — 31:08 Сегін (Голл) — 50:32 О'Райллі (Жіру, Савар) — 53:02 Спецца (Бернс) — 55:19 | 1:0 2:0 3:0 4:0 5:0 6:0 7:0 8:0 9:0 |           |              | Арбітри: Тімоті Маєр Маркус Віннерборг |
| 6 хв. | Вилучення                           | 10 хв.    |              | Арбітри: Тімоті Маєр Маркус Віннерборг |
| 50 | Кидки                               | 24        |              | Арбітри: Тімоті Маєр Маркус Віннерборг |

| 14 травня 2015 19:15 | Швеція | 3 : 5 (0:2, 1:1, 2:2) | Росія | «ČEZ Арена», Острава |

| Протокол | Протокол                        | Протокол | Протокол           | Протокол                               |
| --- | ------------------------------- | --- | ------------------ | -------------------------------------- |
| | Юнас Енрот Андерс Нільссон      | Голкіпери | Сергій Бобровський | Арбітри: Тобіас Верлі Владімір Шиндлер |
| Й. Клінгберг (Ландер) — 31:01 Ландер (Екман-Ларссон, Й. Клінгберг) — 43:36 Л. Ерікссон (Ландер, Екгольм) — 54:45 | 0:1 0:2 0:3 1:3 2:3 3:3 3:4 3:5 | 10:51 — Мозякін (Малкін, Тарасенко) 16:01 — Широков (Тихонов, Тарасенко) 20:48 — Малкін (Кульомін, Бєлов) 55:11 — Малкін (Мозякін, Кульомін) 58:13 — Тарасенко (Малкін) (пор. вор.) |                    | Арбітри: Тобіас Верлі Владімір Шиндлер |
| 14 хв. | Вилучення                       | 14 хв. |                    | Арбітри: Тобіас Верлі Владімір Шиндлер |
| 28 | Кидки                           | 28 |                    | Арбітри: Тобіас Верлі Владімір Шиндлер |

| 14 травня 2015 20:15 | Фінляндія | 3 : 5 (1:1, 1:2, 1:2) | Чехія | "O₂ Арена", Прага Глядачів: 17 383 |

| Протокол                                                                                       | Протокол                        | Протокол | Протокол         | Протокол                               |
| ---------------------------------------------------------------------------------------------- | ------------------------------- | --- | ---------------- | -------------------------------------- |
|                                                                                                | Пекка Рінне                     | Голкіпери | Ондржей Павелець | Арбітри: Костянтин Оленін Роман Гофман |
| Рууту (Контіола, Лепісто) — 17:19 Йокінен (Лепісто, Донськой) — 23:45 Барков (Йокінен) — 44:24 | 0:1 1:1 2:1 2:2 2:3 3:3 3:4 3:5 | 08:56 — Коварж (Ерат, Клепіш) 33:50 — Ягр (Ворачек, Коварж) 35:27 — Коварж (Ягр, Ворачек) 55:30 — Ягр 59:37 — Соботка (пор. вор.) |                  | Арбітри: Костянтин Оленін Роман Гофман |
| 10 хв.                                                                                         | Вилучення                       | 6 хв. |                  | Арбітри: Костянтин Оленін Роман Гофман |
| 22                                                                                             | Кидки                           | 32 |                  | Арбітри: Костянтин Оленін Роман Гофман |

### Півфінали
| 16 травня 2015 15:15 | Канада | 2 : 0 (1:0, 1:0, 0:0) | Чехія | "O₂ Арена", Прага Глядачів: 17 383 |

| Протокол                                                    | Протокол  | Протокол  | Протокол         | Протокол                                     |
| ----------------------------------------------------------- | --------- | --------- | ---------------- | -------------------------------------------- |
|                                                             | Майк Сміт | Голкіпери | Ондржей Павелець | Арбітри: Маркус Віннерборг В'ячеслав Буланов |
| Голл (Еберле Кросбі) — 08:40 Спецца (Дюшен, Гемьюс) — 29:02 | 1:0 2:0   |           |                  | Арбітри: Маркус Віннерборг В'ячеслав Буланов |
| 4 хв.                                                       | Вилучення | 4 хв.     |                  | Арбітри: Маркус Віннерборг В'ячеслав Буланов |
| 41                                                          | Кидки     | 23        |                  | Арбітри: Маркус Віннерборг В'ячеслав Буланов |

| 16 травня 2015 19:15 | США | 0 : 4 (0:0, 0:0, 0:4) | Росія | "O₂ Арена", Прага Глядачів: 14 938 |

| Протокол | Протокол        | Протокол | Протокол           | Протокол                               |
| -------- | --------------- | --- | ------------------ | -------------------------------------- |
|          | Коннор Еллебюйк | Голкіпери | Сергій Бобровський | Арбітри: Тобіас Верлі Юрі Петтері Ронн |
|          | 0:1 0:2 0:3 0:4 | 47:17 — Мозякін (Бобровський) 50:19 — Овечкін 55:28 — Шипачов (Кульомін, Мозякін) 58:35 — Малкін (Овечкін) (пор. вор.) |                    | Арбітри: Тобіас Верлі Юрі Петтері Ронн |
| 6 хв.    | Вилучення       | 4 хв. |                    | Арбітри: Тобіас Верлі Юрі Петтері Ронн |
| 35       | Кидки           | 30 |                    | Арбітри: Тобіас Верлі Юрі Петтері Ронн |

### Матч за 3-є місце
| 17 травня 2015 16:15 | Чехія | 0 : 3 (0:2, 0:1, 0:0) | США | "O₂ Арена", Прага Глядачів: 15 007 |

| Протокол | Протокол         | Протокол                                                                   | Протокол        | Протокол                                    |
| -------- | ---------------- | -------------------------------------------------------------------------- | --------------- | ------------------------------------------- |
|          | Ондржей Павелець | Голкіпери                                                                  | Коннор Еллебюйк | Арбітри: Маркус Віннерборг Юрі Петтері Ронн |
|          | 0:1 0:2 0:3      | 07:25 — Боніно (Нельсон, Койл) 18:13 — Ейчел (Льюїс) 39:10 — Койл (Боніно) |                 | Арбітри: Маркус Віннерборг Юрі Петтері Ронн |
| 12 хв.   | Вилучення        | 6 хв.                                                                      |                 | Арбітри: Маркус Віннерборг Юрі Петтері Ронн |
| 16       | Кидки            | 39                                                                         |                 | Арбітри: Маркус Віннерборг Юрі Петтері Ронн |

### Фінал
| 17 травня 2015 20:45 | Канада | 6 : 1 (1:0, 3:0, 2:1) | Росія | "O₂ Арена", Прага Глядачів: 17 383 |

| Протокол | Протокол                    | Протокол                          | Протокол           | Протокол                               |
| --- | --------------------------- | --------------------------------- | ------------------ | -------------------------------------- |
| | Майк Сміт                   | Голкіпери                         | Сергій Бобровський | Арбітри: Тобіас Верлі Владімір Шиндлер |
| Ікін (Енніс, Маззін) — 18:10 Енніс (Ікін, Кутюр'є) — 21:56 Кросбі (Еберле, Гемьюс) — 27:22 Сегін (Жіру, Беррі) — 28:06 Жіру (Кросбі, О'Райллі) — 48:58 Маккіннон (Савар) — 49:50 | 1:0 2:0 3:0 4:0 5:0 6:0 6:1 | 52:47 — Малкін (Мозякін, Куликов) |                    | Арбітри: Тобіас Верлі Владімір Шиндлер |
| 4 хв. | Вилучення                   | 10 хв.                            |                    | Арбітри: Тобіас Верлі Владімір Шиндлер |
| 37 | Кидки                       | 12                                |                    | Арбітри: Тобіас Верлі Владімір Шиндлер |

## Статистика

### Підсумкова таблиця
Підсумкова таблиця турніру:
|    | Канада     |
|    | Росія      |
|    | США        |
| 4  | Чехія      |
| 5  | Швеція     |
| 6  | Фінляндія  |
| 7  | Білорусь   |
| 8  | Швейцарія  |
| 9  | Словаччина |
| 10 | Німеччина  |
| 11 | Норвегія   |
| 12 | Франція    |
| 13 | Латвія     |
| 14 | Данія      |
| 15 | Австрія    |
| 16 | Словенія   |

### Бомбардири
Список 11 найкращих гравців.
| Гравець              | І  | Г | П  | Очк. | +/− | ШХ |
| -------------------- | -- | - | -- | ---- | --- | -- |
| Джейсон Спецца       | 10 | 6 | 8  | 14   | +7  | 2  |
| Джордан Еберле       | 10 | 5 | 8  | 13   | +8  | 0  |
| Тейлор Голл          | 10 | 7 | 5  | 12   | +8  | 6  |
| Сергій Мозякін       | 10 | 6 | 6  | 12   | +8  | 0  |
| Метт Дюшен           | 10 | 4 | 8  | 12   | +10 | 2  |
| Олівер Екман-Ларссон | 8  | 2 | 10 | 12   | +4  | 6  |
| Сідні Кросбі         | 9  | 4 | 7  | 11   | +1  | 2  |
| Євген Дадонов        | 10 | 4 | 7  | 11   | +4  | 2  |
| Юссі Йокінен         | 8  | 3 | 8  | 11   | +3  | 0  |
| Брент Бернс          | 10 | 2 | 9  | 11   | +12 | 4  |
| Раєн О'Райллі        | 10 | 2 | 9  | 11   | +10 | 0  |

І = проведено ігор; Г = голи; П = передачі; Очк. = очки; +/− = плюс/мінус; Ш = штрафні хвилини;

Джерело: IIHF.com [Архівовано 3 березня 2016 у Wayback Machine.]

### Найкращі воротарі
| Гравець         | ЧНЛ    | ГП | СП   | КД  | %ВК   | ША |
| --------------- | ------ | -- | ---- | --- | ----- | -- |
| Коннор Еллебюйк | 482:00 | 11 | 1.37 | 211 | 94.79 | 2  |
| Себастьян Дам   | 297:19 | 11 | 2.22 | 161 | 93.17 | 0  |
| Майк Сміт       | 480:00 | 12 | 1.50 | 172 | 93.02 | 2  |
| Пекка Рінне     | 427:16 | 12 | 1.69 | 166 | 92.77 | 3  |
| Крістобаль Юе   | 287:46 | 10 | 2.09 | 129 | 92.25 | 1  |

ЧНЛ = часу на льоду (хвилини: секунди); ГП = голів пропущено; СП = Середня кількість пропущених шайб; КД = кидки; %ВК = відбитих кидків (у %); ША = шатаути
Джерело: IIHF.com [Архівовано 10 жовтня 2015 у Wayback Machine.]

## Нагороди
Найкращі гравці, обрані дирекцією ІІХФ
- Найкращий воротар:  Пекка Рінне
- Найкращий захисник:  Брент Бернс
- Найкращий нападник:  Джейсон Спецца

Команда усіх зірок, обрана ЗМІ
- Воротар:  Коннор Еллебюйк
- Захисники:  Брент Бернс  —  Олівер Екман-Ларссон
- Нападники:  Яромір Ягр  —  Джейсон Спецца  —  Тейлор Голл
- Найцінніший гравець:  Яромір Ягр

Найкращі гравці кожної з команд
Найкращі гравці кожної з команд, обрані тренерами.
| Команда    | Гравці                                               |
| ---------- | ---------------------------------------------------- |
| Австрія    | Бернгард Штаркбаум Томас Раффль Домінік Гайнріх      |
| Білорусь   | Андрій Костіцин Кевін Лаланд Олексій Калюжний        |
| Данія      | Патрік Бйоркстранд Себастьян Дам Данієль Нільсен     |
| Канада     | Брент Бернс Майк Сміт Клод Жіру                      |
| Латвія     | Едгарс Масальскіс Лауріс Дарзіньш Каспарс Даугавіньш |
| Німеччина  | Юстін Крюгер Міхаель Вольф Тобіас Рідер              |
| Норвегія   | Матіс Олімб Йонас Холес Ларс Хауген                  |
| Словаччина | Ян Лацо Андре Месарош Маріан Габорик                 |
| Словенія   | Анже Копітар Ян Муршак Сабахудін Ковачевич           |
| США        | Коннор Еллебюйк Сет Джонс Тревор Льюїс               |
| Росія      | Сергій Бобровський Артемій Панарін Микола Кульомін   |
| Фінляндія  | Пекка Рінне Еса Лінделл Йоонас Кемппайнен            |
| Франція    | Крістобаль Юе Дам'єн Флері Йоанн Овітю               |
| Чехія      | Ондржей Павелець Якуб Ворачек Яромір Ягр             |
| Швейцарія  | Роман Йосі Андрес Амбюль Марк Штрайт                 |
| Швеція     | Філіп Форсберг Луї Ерікссон Олівер Екман-Ларссон     |